# Harkai Schiller Pál
Harkai Schiller Pál (Budapest, 1908. november 4. – Amerikai Egyesült Államok, 1949. május 1.) magyar filozófus, pszichológus.

## Életpályája
Harkai Schiller Károly orvos és Rapaics Margit fiaként született a Régi Posta utca 10. szám alatt. A Budapesti V. Kerületi Magyar Királyi Állami Berzsenyi Dániel Gimnáziumban érettségizett. 1930-ban filozófiából doktorált a budapesti Pázmány Péter Tudományegyetem Bölcsészettudományi Karán. Ranschburg Pál budapesti intézetében szerzett kutatási tapasztalatokat, majd a Berlini Egyetemre ment, Wolfgang Köhler gestaltpszichológus intézetében folytatott tanulmányokat.
1936-ban egyetemi magántanári képesítést szerzett a budapesti Pázmány Péter Tudományegyetemen, s megszervezte a Lélektani Intézetet és a Magyar Pszichológiai Társaság gyakorlati lélektani szakosztályát. Szerkesztette a Lélektani tanulmányok című könyvsorozatot, mely az általa vezetett Lélektani Intézet kiadványa volt. Harkai Schiller Pál tanulmányaiban hasznosította Wolfgang Köhler, Jean Piaget, Karl Bühler tanításait. 1930 és 1940 között Magyarországon Kiss Tihamér Lászlóval és Várkonyi Hildebrand Dezsővel együtt Jean Piaget tanításainak népszerűsítői voltak.
Részt vállalt a Honvéd Képességvizsgáló Intézet alapításában, a MÁV és még néhány nagyüzem pszichotechnikai állomásának berendezésében.

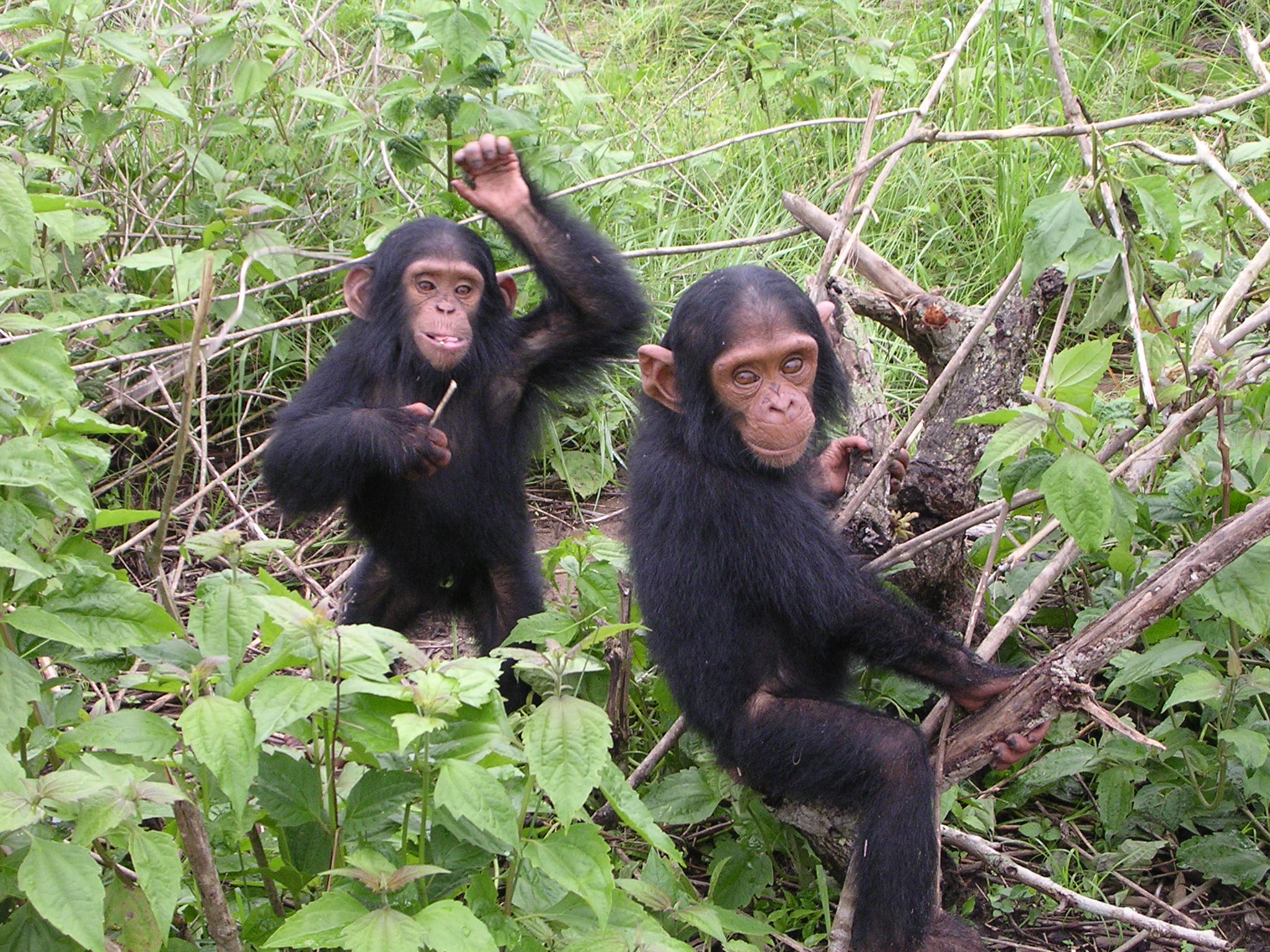
Fiatal csimpánzok játszanak

A második világháború alatt a kolozsvári egyetemre ment tanítani, 1947-ig tanított ott, el kellett jönnie, mint nemkívánatos személynek, ekkor 1947 telén emigrált az Amerikai Egyesült Államokba. Alig két év múltán síbalesetben vesztette életét. Több posztumusz tanulmánya jelent meg, egyebek közt egy Alpha nevű nőstény csimpánzzal folytatott rajzkísérleteiről is, amelyek sok vitát váltottak ki a rajzfejlődés biológiai alapjairól.

### Családja
Első felesége Rudas Erzsébet volt, Rudas Gyula és Sonnenfeld Julianna lánya, akivel 1930. szeptember 6-án kötött házasságot. 1940-ben elváltak. Második házastársa Imrédy Klára (1912–1988) volt.

## Fontosabb művei
- A lélektani kategóriák rendszerének kialakulása. Budapest, 1930. 107 o.[10]
- Pszichológia és emberismeret : Bevezetés a pszichológiába és a pszichotechnikába. Budapest, 1934. 146 o.
- Dohányzási szokások Budapesten : Gazdaságpszichológiai tanulmány. Budapest, 1938. 78 o.
- Értelempróbák szerkesztése. (Komjáthy Zoltánnal) Magyar Pszichológiai Szemle, 1938.
- A cselekvéstan alaptételei. A cselekvés motivációs elmélete. In Athenaeum, 1939.
- A lélektan feladata. Budapest, 1940. 315 o.[11] (Újra kiadva 2002-ben Pléh Csaba utószavával).
- Bevezetés a lélektanba : A cselekvés elemzése. Budapest, 1944. 310 o.
- Lélektani tanulmányok = Psychological studies = Psychologische Studien : Jelentés a Kir. Magy. Pázmány Péter Tudományegyetem Lélektani Intézetéből / Kornis Gyula és Brandenstein Béla közreműködésével szerk. Harkai Schiller Pál, Budapest, 1937-1947.[12]
- Paul Ranschburg: 1870-1945. Ithaca, N.Y., Cornell Univ. 1947. Klny. a The American Journal of Psychology c. folyóiratból. pp. 444–44.

## Emlékezete
- A budapesti Semmelweis Egyetem Magatartástudományi Intézetének könyvtára Harkai Schiller Pál nevét viseli.

## Társasági tagság
- Magyar Pszichológiai Társaság